# Nhà thờ chính tòa Murcia
Nhà thờ chính tòa Thánh Mary ở Murcia (tiếng Tây Ban Nha: Iglesia Catedral de Santa María en Murcia), tên gọi phổ biến là Nhà thờ chính tòa Murcia, là một nhà thờ ở thành phố Murcia, Tây Ban Nha. Nó là nhà thờ chính tòa sử dụng ở Giáo hội Công giáo Rôma Giáo phận Công giáo Roma Cartagena ở Tây Ban Nha.

## Các chuông nhà thờ

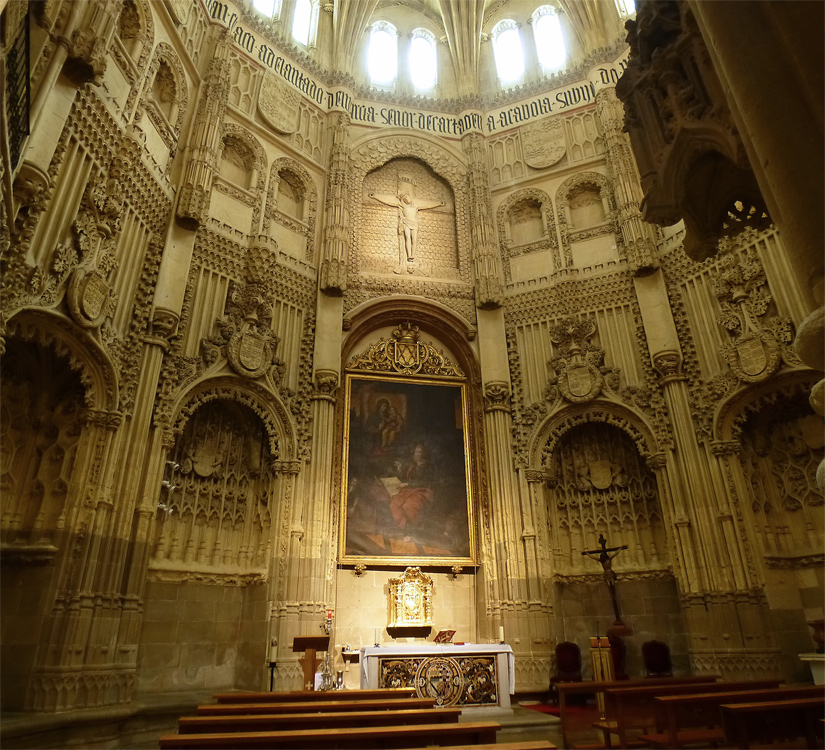
Nhà thờ nhỏ Velez

Có khoảng 25 chuông khác nhau, đa số chúng đều được đúc vào thế kỷ 17 và 18. Mỗi chiếc chuông đều có tên khác nhau:
- Chuông của Phép thuật
- La Catalana
- Chuông cầu nguyện
- La Fuensanta
- Tư tưởng
- La Segundilla
- Agueda-Martillo vĩ đại, chuông chính

Chiếc chuông cổ nhất (thế kỷ 14), la Campana Mora (chuông đồng hoang), được lưu trữ tại Bảo tàng của nhà thờ chính tòa Murcia.